# Българска професионална футболна лига
Българската професионална футболна лига е българска футболна организация, администрираща турнира за Купата на България и Суперкупата на България. Организацията е сдружение с нестопанска цел, което обединява футболни клубове от професионалните лиги, регистрирани като юридически лица. Лигата е самостоятелно юридическо лице със седалище град София. Учредява се за неопределен срок. Има собствен кръгъл печат, емблема със запазена марка и официален бюлетин.
Основните цели на Лигата са да подпомага развитието на професионалния футбол и издигането на нивото на същия, както и организиране и провеждане на националния спортен календар по футбол. Средствата за постигането на тези цели са: организирането на турнирите; осигуряване съдействие на своите членове за постигане оптимални условия за професионална изява на състезателите по футбол; разработва, обобщава и информира своите членове за съвременни концепции и методики в развитието на футбола с оглед издигане и повишаване на равнището му както в страната, така и в чужбина; осъществява контакти със сродни организации в страната и чужбина. Лигата набира средства от: членски внос, приходи от спортни състезания, спонсорства, дарения, рекламна дейност и други позволени от закона начини. БПФЛ приема финансова, материална и организационна помощ от държавата, общините, обществени организации, търговски дружества и други лица за развитието на футбола. Тя осъществява дейност в обществена полза за развитието на професионалния футбол и издигане на неговото равнище в Република България като част от националната система за физическа култура. Обединява футболните клубове от професионалните лиги, представлява интересите на членовете си пред органите на БФС, организира и администрира държавните първенства по футбол с решение на ИК на БФС, при условията и реда, определени във вътрешните актове на БФС за държавните първенства, подпомага футболните клубове при лицензирането им, сключването на договори и трансфер на състезатели, както и при подготовката и осъществяването на договори за централизирана продажба на рекламни и телевизионни права върху срещите от професионалните групи, участва със свои представители в постоянните комисии на БФС. От 27 юли 2007 е пълноправен член на ЕПФЛ. БПФЛ е с органи на управление – общо събрание, управителен съвет и президент.

## Ръководство
| Ръководство | Ръководство | Ръководство        | Ръководство                                                      | Ръководство |
| ----------- | ----------- | ------------------ | ---------------------------------------------------------------- | ----------- |
|             |             | Атанас Караиванов  | президент                                                        |             |
|             |             | Снежана Колева     | финансов директор                                                |             |
|             |             | Михаела Стоичкова  | директор комуникации и стратегически международни взаимотношения |             |
|             |             | Веселин Вълчев     | връзки с обществеността и медии                                  |             |
|             |             | Даниел Боримиров   | член на УС                                                       |             |
|             |             | Михаил Статев      | член на УС                                                       |             |
|             |             | Деян Куздов        | член на УС                                                       |             |
|             |             | Румен Панайотов    | член на УС                                                       |             |
|             |             | Йордан Йорданов    | член на УС                                                       |             |
|             |             | Ангел Петричев     | член на УС                                                       |             |
|             |             | Венцеслав Стефанов | член на УС                                                       |             |
|             |             | Стефан Сотиров     | член на УС                                                       |             |
|             |             | Асен Караславов    | член на УС                                                       |             |
|             |             | Трифон Попов       | член на УС                                                       |             |

## Членски права и задължения
1. Членове на Лигата могат да бъдат само футболни клубове с професионални отбори, които са регистрирани като юридически лица по ТЗ и имат издаден от БФС лиценз.
2. Индивидуално членство на физически лица е недопустимо.
3. Членуването в Лигата е доброволно, без ограничение по отношение на полтическа, етническа и религиозна принадлежност на лицата, които са членове на ФК.
4. Приемането на нови членове се извършва с решение на Общото събрание на Лигата въз основа на писмена молба на ФК, депозирана до членовете на Управителния съвет, към която се прилагат следните документи:
4.1. протокол от заседание на компетентния управителен орган на ФК, съобразно закона и устава, на което са взети решенията за членуване в Лигата, приемане на устава на Лигата;
4.2. съдебно решение за регистрация и съдебно удостоверение за актуално състояние на ФК; документ от БФС за издаден лиценз на ФК;
4.3. устав и правилник/ци на ФК;
4.4. След одобряване на молбата за членство от УС на лигата до нейното разглеждане от ОС, ФК упражнява правата и изпълнява задълженията на член на Лигата без право на глас на ОС.
5. Всички членове на Лигата са равнопоставени и имат един и същи обем права и задължения, визирани в настоящия устав.
6. Членовете на лигата имат следните права:
6.1. да участват в дейността на Лигата за постигане на определените в устава цели;
6.2. да участват в професионалните футболни групи;
6.3. да участват в Общото събрание на Лигата;
6.4. да участват в управлението на Лигата;
6.5. да бъдат информирани за дейността на Лигата и за решенията на органите ѝ;
6.6. да се ползват от имуществото и от резултатите от дейността му, по реда, предвиден в устава;
6.7. да поставят за разглеждане, обсъждане и решаване важни въпроси, относно развитието на футбола в страната.
7. Членовете на Лигата имат следните задължения:
7.1. да спазват устава на Лигата;
7.2. да изпълняват решенията на ОС и УС;
7.3. да плащат в срок членските си вноски
8. За задълженията на Лигата членът отговаря до размера на предвидените в устава имуществени вноски.
9. Членските права и задължения, с изключение на имуществените, са непрехвърлими и не преминават върху други лица при прекратяване.
10. Членството се прекратява:
10.1. с едностранно волеизявление на компетентния управителен орган на ФК до УС на Лигата;
10.2. с изключването;
10.3. с прекратяване на юридическото лице на ФК или обявяването му в несъстоятелност;
10.4. при отпадане.
11. ФК може да бъде изключен от Лигата когато:
11.1. нарушава устава на Лигата или не изпълнява решенията на нейните органи;
11.2. уронва престижа на Лигата или на нейните членове.
12. Отпадането, поради невнасяне установените имуществени вноски и системното неучастие в дейността на Лигата се констатира по документи от УС, който се произнася с решение. Решението може да бъде обжалвано пред ОС на Лигата.